# Святой Мэл
Святой Мэл (англ. Saint Mel; умер 6 февраля 488) — христианский миссионер, епископ, один из наиболее почитаемых среди ирландских католиков святых.

## Жизнеописание
Святой Мэл прибыл в Ирландию вместе со святым Патриком, одним из наиболее известных и почитаемых христианских святых, покровителем Ирландии. Мэл приходился Патрику племянником, ибо был сыном его сестры Дарекки. Святой Мэл стал святому Патрику преданным соратником и помощником на пути обращения островитян из язычества в христианство.
В 454 году святой Патрик построил в Лонгфорде церковь Арда (англ. Ardagh), куда лично назначил настоятелем Мэла. Этой церкви святой Мэл посвятил остаток своей жизни и после смерти был погребён возле её стен. Мел жил аскетично, деньги на жизнь и содержание прихода Мэл добывал собственным трудом, отдавая все излишки нуждающимся прихожанам.
Святой Мэл широко известен тем, что именно он принял монашеский обет святой Бригитты и по ошибке рукоположил её в епископы. Когда святой Макайле (англ. Macaille) выразил свой протест произошедшему, то святой Мэл заявил, что рукоположение останется в силе, ибо всё случившееся произошло по воле Божьей.

## Почитание
День святого Мэла (англ. St. Mel’s Day) — религиозный католический праздник, который отмечается в Республике Ирландия ежегодно 7 февраля. Наиболее широко празднества проходят в ирландском графстве Лонгфорд.
В 1856 году в Лонгфорде был построен кафедральный собор Святого Мэла. На Рождество 2009 года в соборе произошёл пожар, в котором сгорело немало исторических реликвий, в том числе главная святыня храма — епископский посох святого Мэла. Восстановленный собор был открыт для прихожан в декабре 2014 года.